# Hexatoma (Parahexatoma) nigrivertex
Hexatoma (Parahexatoma) nigrivertex is een tweevleugelige uit de familie steltmuggen (Limoniidae). De soort komt voor in het Afrotropisch gebied.